# Out of This World (альбом Волтера Бентона)
Out of This World — дебютний студійний альбом американського джазового тенор-саксофоніста Волтера Бентона, випущений у 1960 році лейблом Jazzland.

## Опис
Цей альбом на Jazzland став для Волтера Бентона дебютним (і єдиним) в якості соліста. На той момент (у 1960 році) Бентон приїхав до Нью-Йорка, де приєднався до гурту Макса Роуча. Ритм-секція включає піаніста Вінтона Келлі та контрабасиста Пола Чемберса; на трьох композиціях вони грають з ще одним учасником гурту Майлза Девіса Джиммі Коббом. Коли Кобб, не зміг закінчити запис альбому, його замінив молодий Альберт Гіт, який на той час був у складі гурту Jazztet Арта Фармера-Бенні Голсона. Також у сесії взяв участь Фредді Габбард, молодий трубач з Індіанаполісу (який наприкінці 1960 року приєднався до гурту Квінсі Джонса); він грає соло на «Out of This World», «Azil» та двох блюзах «Walter's Altar» і «A Blues Mood».

## Список композицій
1. «Out of This World» (Гарольд Арлен, Джонні Мерсер) — 5:43
2. «Walter's Altar» (Волтер Бентон) — 8:26
3. «Iris» (Волтер Бентон) — 5:24
4. «Night Movements» (Волтер Бентон) — 2:43
5. «A Blues Mood» (Волтер Бентон) — 7:30
6. «Azil» (Волтер Бентон) — 4:36
7. «Lover Man» (Джиммі Девіс, Рем Рамірес, Джеймс Шерман) — 8:45

## Учасники запису
- Волтер Бентон — тенор-саксофон
- Фредді Габбард — труба (1—6)
- Вінтон Келлі — фортепіано
- Пол Чемберс — контрабас
- Джиммі Кобб (2, 3, 7), Альберт Гіт (1, 4, 5, 6) — ударні

Технічний персонал
- Оррін Кіпньюз — продюсер, текст
- Рей Фаулер — інженер
- Кен Дердофф — дизайн (обкладинка)
- Лоуренс Н. Шустак — фотографія